# Томашовце (ґміна)
Ґміна Томашівці — сільська гміна в Калуському повіті Станиславівського воєводства Другої Речі Посполитої та у Крайсгауптманшафті Калуш (1941—1943) і Крайсгауптманшафті Станіслав (1943—1944) Дистрикту Галичина Третього Райху. Адміністративним центром гміни було містечко Томашівці.
Об’єднану сільську Томашівську ґміну (рівнозначну волості) було утворено 1 серпня 1934 р. у межах адміністративної реформи в ІІ Речі Посполитій із суміжних тогочасних сільських ґмін (самоврядних громад): Діброва, Довгий Войнилів, Копанки, Лука, Негівці, Перекоси, Томашівці, Цвітова.
Площа ґміни — 123,54 км².
Кількість житлових будинків — 2478.
Кількість мешканців — 12509.
Національний склад населення ґміни Томашовце на 1 січня 1939 року:
| село               | населення | українці-грекокатолики | українці-латинники | євреї  | німці  | поляки  | польські колоністи |
| ------------------ | --------- | ---------------------- | ------------------ | ------ | ------ | ------- | ------------------ |
| Діброва            | 670       | 585                    | 10                 | 5      |        |         | 70                 |
| Довга Войнилівська | 2100      | 1575                   | 60                 | 5      |        | 460     |                    |
| Копанки            | 1930      | 1500                   | 90                 |        | 90     | 250     |                    |
| Лука Войнилівська  | 980       | 875                    | 80                 | 15     |        | 10      |                    |
| Негівці            | 2010      | 1430                   | 40                 | 5      | 5      | 90      | 440                |
| Перекоси           | 1180      | 1020                   | 20                 | 5      |        | 135     |                    |
| Томашівці          | 3800      | 1950                   | 200                | 60     | 20     | 1570    |                    |
| Цвітова            | 870       | 740                    | 115                | 5      |        | 10      |                    |
| Загалом            | 13540     | 9675                   | 615                | 100    | 115    | 2525    | 510                |
| Відсотки           | 100 %     | 71,45 %                | 4,54 %             | 0,74 % | 0,85 % | 18,65 % | 3,77 %             |

17 січня 1940 року ґміна була ліквідована, а територія увійшла до новоствореного Войнилівського району.
Гміна (волость) була відновлена на час німецької окупації від липня 1941 до липня 1944 року.
На 1 березня 1943 року населення ґміни становило 11434 особи.